# Stephalia corona
Stephalia corona är en nässeldjursart som beskrevs av Ernst Haeckel 1888. Stephalia corona ingår i släktet Stephalia och familjen Rhodaliidae. Inga underarter finns listade i Catalogue of Life.